# Centro de Convenciones (Tranvía de San Diego)
Centro de Convenciones es una estación del Trolley de San Diego localizada en el centro de San Diego, California funciona con la Línea Verde . La estación norte de la que procede a esta estación es Seaport Village y la estación siguiente sur es Gaslamp Quarter.

## Zona
La estación se encuentra localizada entre Martin Luther King Promenade y Primera Avenida cerca de numerosos hoteles y edificios de condominios en el distrito de Seaport Village, entre ellos el Manchester Grand Hyatt Hotel, el The Pinnacle Museum Tower y el famoso Centro de Convenciones de San Diego. 

## Conexiones
La estación no cuenta con conexiones de autobuses en la estación, sin embargo hay rutas cercanas.